# Bruce Arians
Bruce Charles Arians (Paterson, 3 ottobre 1952) è un dirigente sportivo e allenatore di football americano statunitense. Per diversi anni capo allenatore nella NFL, prima degli Arizona Cardinals e poi dei Tampa Bay Buccaneers, è stato premiato per due volte come allenatore dell'anno della NFL.

## Carriera
Nel 1989, Arians iniziò la sua carriera dal allenatore con i Kansas City Chiefs come allenatore dei running back. Nel 1996 passò ai New Orleans Saints come allenatore dei tight end. Nel 1998 si trasferì agli Indianapolis Colts come allenatore dei quarterback. Nel 2001 passò ai Cleveland Browns come coordinatore offensivo. Nel 2004 firmò con i Pittsburgh Steelers come allenatore dei wide receiver, vincendo il Super Bowl XL nel 2005. Nel 2007 venne promosso coordinatore offensivo e in quel ruolo vinse il Super Bowl XLIII.
Nel 2012 firmò con gli Indianapolis Colts come coordinatore offensivo. Quando il capo allenatore Chuck Pagano fu colpito da leucemia, Arians prese il suo posto ad interim. Concluse con record parziale di 9 vittorie e 3 sconfitte, facendo qualificare i Colts ai playoff dopo che nella stagione precedente avevano terminato col peggior record della lega. A fine stagione fu premiato come allenatore dell'anno, il primo allenatore ad interim ad aggiudicarsi tale riconoscimento.
Il 17 gennaio 2013 fu assunto dagli Arizona Cardinals come capo allenatore. L'anno successivo, dopo avere riportato la squadra ai playoff malgrado gli infortuni dei quarterback Carson Palmer e Drew Stanton, fu premiato per la seconda volta come allenatore dell'anno.
Dopo la stagione 2017, terminata con un record di 8-8, Arians annunciò il ritiro dopo cinque anni come allenatore dei Cardinals.
L'8 gennaio 2019, tuttavia, Arians tornò ad allenare, venendo assunto come capo-allenatore dei Tampa Bay Buccaneers. Con essi nella stagione 2020 vinse il Super Bowl LV contro i Kansas City Chiefs.
Il 31 marzo 2022 annunciò di passare a un ruolo dirigenziale, sempre nei Tampa Bay Buccanneers, che promossero a capo-allenatore Todd Bowles, coordinatore difensivo dal 2019.

## Palmarès

### Franchigia
- Super Bowl : 3

Tampa Bay Buccaneers: LV (capo-allenatore)
Pittsburgh Steelers: XL, XLIII (allenatore dei wide receiver e coordinatore offensivo)

### Individuale
- Allenatore dell'anno: 2

2012, 2014

## Record come capo-allenatore
| Squadra  | Anno     | Stagione regolare | Stagione regolare | Stagione regolare | Stagione regolare | Stagione regolare | Playoff | Playoff | Playoff                                                   |
| Squadra  | Anno     | Vinte             | Perse             | Pari              | %                 | Posizione         | Vinte   | Perse   | Risultato                                                 |
| -------- | -------- | ----------------- | ----------------- | ----------------- | ----------------- | ----------------- | ------- | ------- | --------------------------------------------------------- |
| IND*     | 2012     | 9                 | 3                 | 0                 | .750              | 2° AFC South      | -       | -       | -                                                         |
| ARI      | 2013     | 10                | 6                 | 0                 | .625              | 3° NFC West       | -       | -       | -                                                         |
| ARI      | 2014     | 11                | 5                 | 0                 | .688              | 2° NFC West       | 0       | 1       | Usci al Wild Card Game contro i Carolina Panthers         |
| ARI      | 2015     | 13                | 3                 | 0                 | .813              | 1° NFC West       | 1       | 1       | Usci nel NFC Championship Game contro i Carolina Panthers |
| ARI      | 2016     | 5                 | 6                 | 1                 | .469              | 2° NFC West       | -       | -       | -                                                         |
| ARI      | 2017     | 8                 | 8                 | 0                 | .500              | 3° NFC West       | -       | -       | -                                                         |
| ARI Tot. | ARI Tot. | 49                | 30                | 1                 | .614              |                   | 1       | 2       |                                                           |
| TB       | 2019     | 7                 | 9                 | 0                 | .438              | 3° NFC South      | -       | -       | -                                                         |
| TB       | 2020     | 11                | 5                 | 0                 | .688              | 2° NFC South      | 4       | 0       | Vincitore del Super Bowl LV                               |
| TB       | 2021     | 13                | 4                 | 0                 | .765              | 1° NFC South      | 1       | 1       | Usci nel NFC Divisional Game contro i Los Angeles Rams    |
| TB Tot.  | TB Tot.  | 31                | 18                | 0                 | .633              |                   | 5       | 1       |                                                           |
| Totale   | Totale   | 89                | 51                | 1                 | .635              |                   | 6       | 3       |                                                           |

* Mandato ad interim